# Kopua nuimata
Kopua nuimata är en fiskart som beskrevs av Hardy, 1984. Kopua nuimata ingår i släktet Kopua och familjen dubbelsugarfiskar. Inga underarter finns listade i Catalogue of Life.